# Мир (карта Таро)

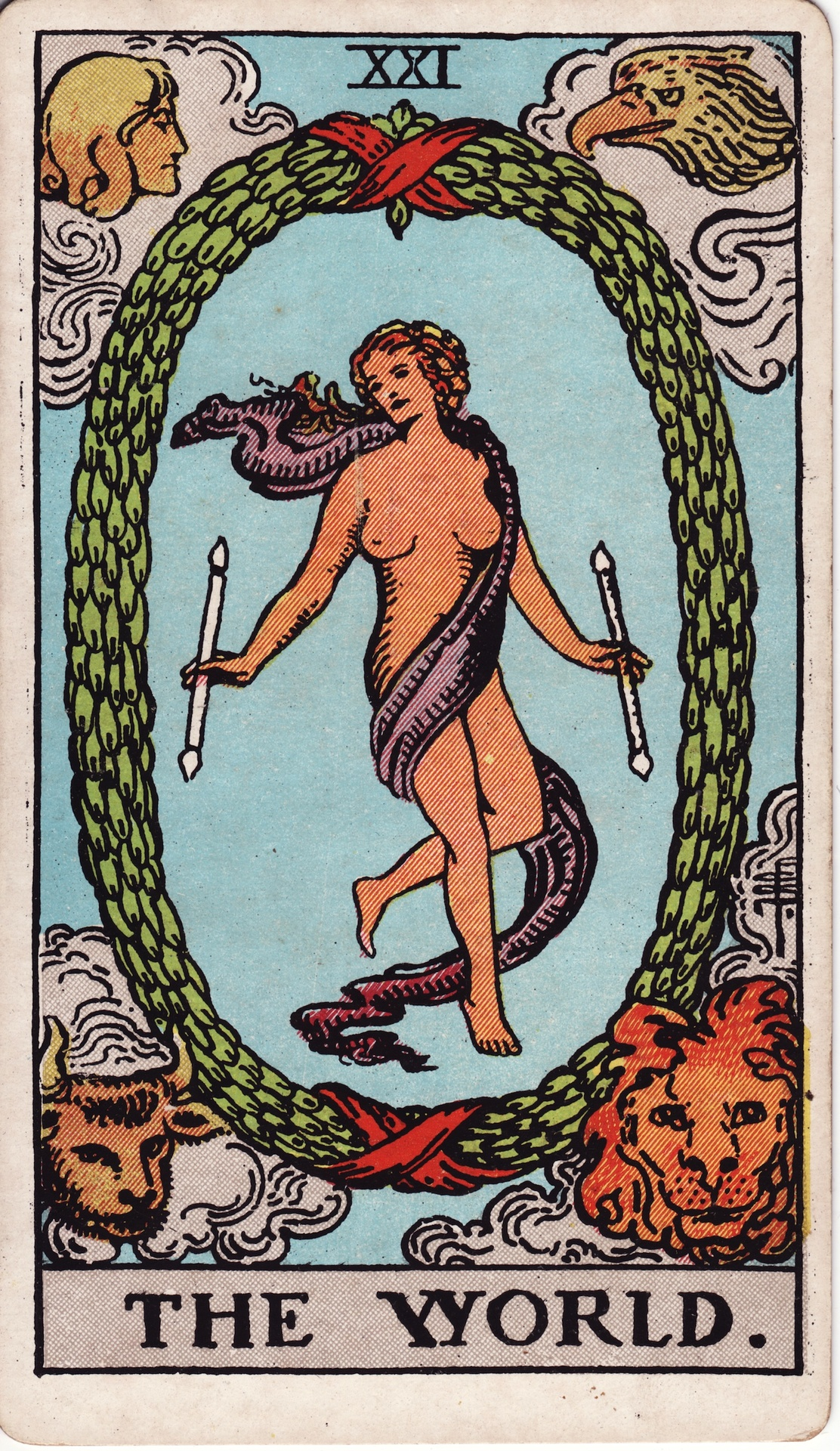
Таро Райдера — Уэйта

Мир — карта № 21 или в других колодах № 22 старших арканов колоды Таро.

## Сюжет карты
Изображен круг, символизирующий гармонию Вселенной. В нём может быть изображена Земля с горами и лесами, городами, или же андрогин, который пляшет на фоне неба. В руке у андрогина жезл (или два жезла). Круг может быть образован венком или гирляндами цветов. По углам карты могут быть символы евангелистов.

## Соответствия в классических колодах
Лавровый венок в колоде Райдера-Уэйта символизирует достижение успеха, благополучие.
| Колода             | №  | Буква иврита | Символ (астрология, стихия) | Оригинальное название |
| ------------------ | -- | ------------ | --------------------------- | --------------------- |
| Таро Папюса        | 22 | ת            | Солнце                      |                       |
| Таро Райдера-Уэйта |    |              |                             | The World             |
| Таро Тота          | 22 | ת            | Сатурн                      | The Universe          |
| Египетское Таро    |    |              |                             |                       |

## Трактовка
Мир — это окончание жизненного цикла, пауза в жизни перед началом следующего большого цикла, начинающийся с Дурака. В центре карты, между небом и землёй, находится фигура, которая одновременно представляет собой и мужчину, и женщину. Это — завершённость, законченность. Это также представляет собой космическое сознание, потенциал совершенного союза с единой силой Вселенной. Это ещё говорит о полном счастье, которое можно вернуть в мир, поделившись тем, что узнал и получил. 
Очень часто карту интерпретируют как:
- завершение или выполнение чего-либо, достижение чего-либо, успех, объединение (сплочённость);
- причастность к чему-либо или вовлечённость во что-либо, процветание, удовлетворённость, насыщенность;
- удовлетворение, хорошее чувствование, целостность.

## В играх с картами Таро
Во французском таро карта Мир является одной из трёх карт «удле» (фр. oudlers), позволяющей обладателю во время торга снизить количество очков, необходимое для исполнения контракта.